# Silnice II/190
Silnice II/190 je silnice II. třídy, která vede z České Kubice do Hartmanic. Je dlouhá 65,2 km. Prochází jedním krajem a dvěma okresy.

## Vedení silnice

### Plzeňský kraj, okres Domažlice
- Česká Kubice (křiž. I/26, III/1901)
- Spáleneček
- Nový Spálenec
- Maxov (křiž. III/1902)
- Všeruby (křiž. II/184)
- Pomezí (křiž. III/19011)
- Pláně

### Plzeňský kraj, okres Klatovy
- Chudenín (křiž. III/19014, III/19015, III/19016)
- Nýrsko (křiž. II/191, III/19018, III/19019, peáž s II/191)
- Milence (křiž. III/19020)
- Zelená Lhota (křiž. III/19023)
- Hojsova Stráž
- Špičák (křiž. III/19023)
- Železná Ruda (křiž. I/27, peáž s I/27)
- Nová Hůrka (křiž. III/1451, III/16911)
- Dobrá Voda
- Hartmanice (křiž. II/145, III/1452, III/1453)